# Le Manoir hanté (opéra)
Pour l’article homonyme, voir Le Manoir hanté.
Le Manoir hanté (Straszny dwór) est un opéra en quatre actes du compositeur polonais Stanisław Moniuszko sur un livret de Jan Chęciński (pl). Bien qu'il s'agisse à la fois d'une romance et d'une comédie, le film a de fortes connotations patriotiques polonaises, ce qui l'a rendu à la fois populaire auprès du public polonais et impopulaire — au point d'être interdit — auprès des autorités russes du royaume du Congrès.
Il est considéré comme le meilleur opéra de Moniuszko et la plus grande partition d'opéra polonais du XIXe siècle. Cependant, il est largement méconnu en dehors de Pologne,.

## Rôles
| Rôle                                            | Tessiture     | Distribution de la création, le 28 septembre 1865 (Chef d'orchestre : Stanisław Moniuszko) |
| ----------------------------------------------- | ------------- | ------------------------------------------------------------------------------------------ |
| Miecznik                                        | baryton       | Adolf Kozieradski (en)                                                                     |
| Hanna, fille de Miecznik et sœur de Jadwiga     | soprano       | Bronisława Dowiakowska-Klimowiczowa                                                        |
| Jadwiga, fille de Miecznik et sœur de Hanna     | mezzo-soprano | Józefa Chodowiecka-Hessowna                                                                |
| Stefan, hussard et frère de Zbigniew            | ténor         | Julián Dobrski (en)                                                                        |
| Zbigniew, hussard et frère de Stefan            | basse         | Wilhelm Troszel (en)                                                                       |
| Cześnikowa, tante de Stefan et Zbigniew         | contralto     | Honorata Majeranowska (en)                                                                 |
| Maciej, vieux serviteur des frères              | baryton       | Ján Koehler (en)                                                                           |
| Skołuba, ancien soldat et concierge de Miecznik | basse         | Józef Prohaska                                                                             |
| Damazy, prétendant de Hanna et de Jadwiga       | ténor         | Józef Szczepkowski                                                                         |
| Marta, servante                                 | mezzo-soprano |                                                                                            |
| Grześ, paysan                                   | baryton       |                                                                                            |
| Vieille                                         | mezzo-soprano |                                                                                            |
| Chłopiec, un domestique                         | rôle parlé    |                                                                                            |